# Elegie z Duina

Zámek Duino

Elegie z Duina je soubor deseti elegických básní Rainera Marie Rilkeho, které napsal v letech 1912–1922.

## Popis
Název je podle zámku Duino u Terstu, kde byl na návštěvě u hraběnky Thurn-Taxisové a kde první dvě elegie vznikly. „Elegie z Duina“ patří k vrcholům Rilkovy tvorby jak myšlenkovou hloubkou, tak také básnickým jazykem, i když Rilke ne vždy dodržel povinný elegický distich a některé elegie jsou psány blankversem.

## České překlady
Do češtiny byly přeloženy dvakrát, překlad Pavla Eisnera vyšel roku 1930, překlad Jiřího Gruši roku 1999 a v bibliofilském vydání 2002.